# Anaplectoides olivacea
Anaplectoides olivacea är en fjärilsart som beskrevs av Lenz 1927. Anaplectoides olivacea ingår i släktet Anaplectoides och familjen nattflyn. Inga underarter finns listade i Catalogue of Life.